# Tercera División de España 1953-54
La temporada 1953–54 de la Tercera División de España de fútbol corresponde a la 17.ª edición del campeonato y se disputó entre el 13 de septiembre de 1953 y el 18 de julio de 1954.

## Sistema de competición
La Tercera División de España 1953-54 fue organizada por la Federación Española de Fútbol (RFEF).
El campeonato contó con la participación de 111 clubes divididos en seis grupos con distinto número de equipos cada uno. La competición siguió un sistema de liga, de modo que los equipos de cada grupo se enfrentaron entre sí, todos contra todos en dos ocasiones -una en campo propio y otra en campo contrario- sumando un total de 34 y 36 jornadas según el grupo. El orden de los encuentros se decidió por sorteo antes de empezar la competición.
Se estableció una clasificación con arreglo a los puntos obtenidos en cada enfrentamiento, a razón de dos por partido ganado, uno por empatado y ninguno en caso de derrota. En caso de empate a puntos entre dos o más clubes en la clasificación, se tuvo en cuenta el mayor cociente de goles. 
Los primeros clasificados de cada grupo ascendieron directamente a Segunda División, mientras que los segundos clasificados jugaron la promoción de ascenso divididos en dos grupos junto a equipos de Segunda División.
Gracias a la ampliación de equipos en la categoría no hubo descensos en esta temporada.

## Clasificaciones

### Grupo I
| Pos. | Equipo                     | Pts. | PJ | G  | E  | P  | GF | GC  | Dif. | Clasificación                 |
| ---- | -------------------------- | ---- | -- | -- | -- | -- | -- | --- | ---- | ----------------------------- |
| 1    | C. D. Juvenil (A)          | 47   | 34 | 21 | 5  | 8  | 75 | 46  | +29  | Ascenso a Segunda División    |
| 2    | S. D. Ponferradina         | 45   | 34 | 20 | 5  | 9  | 80 | 46  | +34  | Acceso a Promoción de ascenso |
| 3    | Recreativo Europa Delicias | 44   | 34 | 18 | 8  | 8  | 79 | 43  | +36  |                               |
| 4    | Turista S. C.              | 40   | 34 | 17 | 6  | 11 | 67 | 47  | +20  |                               |
| 5    | C. D. Lugo                 | 40   | 34 | 14 | 12 | 8  | 51 | 41  | +10  |                               |
| 6    | Atlético de Zamora         | 38   | 34 | 17 | 4  | 13 | 66 | 54  | +12  |                               |
| 7    | Club Calzada               | 38   | 34 | 15 | 8  | 11 | 65 | 52  | +13  |                               |
| 8    | C. D. San Martín           | 36   | 34 | 17 | 2  | 15 | 60 | 68  | −8   |                               |
| 9    | Arsenal C. F. El Ferrol    | 36   | 34 | 12 | 12 | 10 | 64 | 59  | +5   |                               |
| 10   | C. F. Júpiter Leonés       | 34   | 34 | 15 | 4  | 15 | 78 | 64  | +14  |                               |
| 11   | Club Langreano             | 33   | 34 | 12 | 9  | 13 | 58 | 50  | +8   |                               |
| 12   | Pontevedra C. F.           | 32   | 34 | 13 | 6  | 15 | 67 | 70  | −3   |                               |
| 13   | C. D. Turón                | 31   | 34 | 13 | 5  | 16 | 69 | 80  | −11  |                               |
| 14   | Arosa S. C.                | 27   | 34 | 10 | 7  | 17 | 50 | 74  | −24  |                               |
| 15   | C. D. Orense               | 27   | 34 | 11 | 5  | 18 | 46 | 76  | −30  |                               |
| 16   | Club Lemos                 | 24   | 34 | 8  | 8  | 18 | 42 | 68  | −26  |                               |
| 17   | Club Santiago              | 20   | 34 | 8  | 4  | 22 | 43 | 79  | −36  |                               |
| 18   | Marín C. F.                | 20   | 34 | 9  | 2  | 23 | 60 | 103 | −43  |                               |

 Fuente: Fútbol Regional

### Grupo II
| Pos. | Equipo               | Pts. | PJ | G  | E  | P  | GF | GC | Dif. | Clasificación                 |
| ---- | -------------------- | ---- | -- | -- | -- | -- | -- | -- | ---- | ----------------------------- |
| 1    | Club Sestao (A)      | 53   | 36 | 23 | 7  | 6  | 91 | 41 | +50  | Ascenso a Segunda División    |
| 2    | U. D. Huesca         | 45   | 36 | 19 | 7  | 10 | 75 | 49 | +26  | Acceso a Promoción de ascenso |
| 3    | Arenas Club          | 45   | 36 | 18 | 9  | 9  | 69 | 48 | +21  |                               |
| 4    | J. D. Mondragón      | 44   | 36 | 19 | 6  | 11 | 68 | 49 | +19  |                               |
| 5    | C. D. Anaitasuna     | 40   | 36 | 18 | 4  | 14 | 90 | 72 | +18  |                               |
| 6    | Club Portugalete     | 40   | 36 | 17 | 6  | 13 | 76 | 59 | +17  |                               |
| 7    | S. D. Rayo Cantabria | 38   | 36 | 17 | 4  | 15 | 69 | 71 | −2   |                               |
| 8    | Burgos C. F.         | 38   | 36 | 16 | 6  | 14 | 65 | 59 | +6   |                               |
| 9    | S. D. Indauchu       | 36   | 36 | 13 | 10 | 13 | 56 | 62 | −6   |                               |
| 10   | S. D. Erandio        | 35   | 36 | 15 | 5  | 16 | 72 | 71 | +1   |                               |
| 11   | C. D. Guecho         | 33   | 36 | 12 | 9  | 15 | 69 | 65 | +4   |                               |
| 12   | C. D. Numancia       | 32   | 36 | 14 | 4  | 18 | 69 | 83 | −14  |                               |
| 13   | C. D. Basconia       | 31   | 36 | 13 | 5  | 18 | 50 | 62 | −12  |                               |
| 14   | C. D. Azcoyen        | 31   | 36 | 15 | 1  | 20 | 52 | 83 | −31  |                               |
| 15   | C. D. Tudelano       | 30   | 36 | 11 | 8  | 17 | 49 | 63 | −14  |                               |
| 16   | S. D. Begoña         | 30   | 36 | 13 | 4  | 19 | 59 | 65 | −6   |                               |
| 17   | C. D. Izarra         | 30   | 36 | 10 | 10 | 16 | 57 | 71 | −14  |                               |
| 18   | C. D. Mirandés       | 25   | 36 | 8  | 9  | 19 | 51 | 92 | −41  |                               |
| 19   | C. D. Binéfar        | 0    | 36 | 11 | 6  | 19 | 52 | 74 | −22  |                               |

 Fuente: Fútbol Regional
Notas:
1. ↑  El C. D. Binéfar perdió todos sus puntos por incomparecer en dos partidos.

### Grupo III
| Pos. | Equipo                  | Pts. | PJ | G  | E  | P  | GF | GC | Dif. | Clasificación                 |
| ---- | ----------------------- | ---- | -- | -- | -- | -- | -- | -- | ---- | ----------------------------- |
| 1    | C. D. Tarrasa (A)       | 49   | 36 | 21 | 7  | 8  | 77 | 49 | +28  | Ascenso a Segunda División    |
| 2    | Gerona C. F.            | 45   | 36 | 18 | 9  | 9  | 76 | 46 | +30  | Acceso a Promoción de ascenso |
| 3    | C. D. San Andrés        | 43   | 36 | 18 | 7  | 11 | 56 | 42 | +14  |                               |
| 4    | C. D. Europa            | 43   | 36 | 18 | 7  | 11 | 81 | 54 | +27  |                               |
| 5    | C. D. Manresa           | 39   | 36 | 18 | 3  | 15 | 75 | 64 | +11  |                               |
| 6    | U. D. Mahón             | 39   | 36 | 16 | 7  | 13 | 63 | 56 | +7   |                               |
| 7    | C. D. Atlético Baleares | 38   | 36 | 17 | 4  | 15 | 73 | 65 | +8   |                               |
| 8    | C. D. Manacor           | 37   | 36 | 16 | 5  | 15 | 93 | 66 | +27  |                               |
| 9    | C. D. Constancia        | 37   | 36 | 17 | 3  | 16 | 56 | 65 | −9   |                               |
| 10   | Gimnástico de Tarragona | 36   | 36 | 17 | 2  | 17 | 72 | 77 | −5   |                               |
| 11   | C. F. Badalona          | 36   | 36 | 15 | 6  | 15 | 57 | 60 | −3   |                               |
| 12   | C. D. Tortosa           | 35   | 36 | 15 | 5  | 16 | 67 | 64 | +3   |                               |
| 13   | C. F. Reus Deportivo    | 34   | 36 | 13 | 8  | 15 | 73 | 81 | −8   |                               |
| 14   | U. D. Sans              | 33   | 36 | 13 | 7  | 16 | 63 | 65 | −2   |                               |
| 15   | U. D. Vich              | 33   | 36 | 12 | 9  | 15 | 53 | 76 | −23  |                               |
| 16   | C. D. Mataró            | 30   | 36 | 10 | 10 | 16 | 56 | 74 | −18  |                               |
| 17   | C. D. Granollers        | 29   | 36 | 12 | 5  | 19 | 66 | 87 | −21  |                               |
| 18   | U. D. San Martín        | 27   | 36 | 11 | 5  | 20 | 49 | 82 | −33  |                               |
| 19   | U. A. Horta             | 21   | 36 | 8  | 5  | 23 | 62 | 95 | −33  |                               |

 Fuente: Fútbol Regional

### Grupo IV
| Pos. | Equipo                | Pts. | PJ | G  | E | P  | GF  | GC  | Dif. | Clasificación                 |
| ---- | --------------------- | ---- | -- | -- | - | -- | --- | --- | ---- | ----------------------------- |
| 1    | C. F. Extremadura (A) | 50   | 34 | 22 | 6 | 6  | 110 | 41  | +69  | Ascenso a Segunda División    |
| 2    | C. D. Cacereño        | 49   | 34 | 22 | 5 | 7  | 106 | 43  | +63  | Acceso a Promoción de ascenso |
| 3    | A. D. Plus Ultra      | 49   | 34 | 21 | 7 | 6  | 95  | 51  | +44  |                               |
| 4    | S. D. Emeritense      | 41   | 34 | 18 | 5 | 11 | 71  | 59  | +12  |                               |
| 5    | C. D. Calvo Sotelo    | 39   | 34 | 15 | 9 | 10 | 79  | 57  | +22  |                               |
| 6    | C. D. Don Benito      | 35   | 34 | 15 | 5 | 14 | 68  | 74  | −6   |                               |
| 7    | U. D. Girod           | 35   | 34 | 15 | 5 | 14 | 60  | 69  | −9   |                               |
| 8    | C. D. Manchego        | 34   | 34 | 13 | 8 | 13 | 80  | 53  | +27  |                               |
| 9    | Aranjuez C. F.        | 33   | 34 | 13 | 7 | 14 | 67  | 53  | +14  |                               |
| 10   | Arenas S. D.          | 32   | 34 | 15 | 2 | 17 | 69  | 91  | −22  |                               |
| 11   | C. D. Toledo          | 31   | 34 | 12 | 7 | 15 | 58  | 69  | −11  |                               |
| 12   | C. D. Marconi         | 31   | 34 | 12 | 7 | 15 | 52  | 78  | −26  | Descenso a Regional           |
| 13   | U. D. Amistad         | 30   | 34 | 13 | 4 | 17 | 63  | 73  | −10  |                               |
| 14   | C. D. Guadalajara     | 30   | 34 | 13 | 4 | 17 | 68  | 81  | −13  |                               |
| 15   | U. D. San Lorenzo     | 28   | 34 | 12 | 4 | 18 | 61  | 84  | −23  |                               |
| 16   | C. D. Calatayud       | 27   | 34 | 12 | 3 | 19 | 48  | 75  | −27  |                               |
| 17   | A. D. Rayo Vallecano  | 21   | 34 | 10 | 1 | 23 | 45  | 88  | −43  |                               |
| 18   | C. D. Cuatro Caminos  | 17   | 34 | 7  | 3 | 24 | 43  | 104 | −61  |                               |

 Fuente: Fútbol Regional
Notas:
1. ↑  El equipo renunció a su plaza para la siguiente temporada

### Grupo V
| Pos. | Equipo                   | Pts. | PJ | G  | E  | P  | GF  | GC  | Dif. | Clasificación                 |
| ---- | ------------------------ | ---- | -- | -- | -- | -- | --- | --- | ---- | ----------------------------- |
| 1    | Levante U. D. (A)        | 51   | 34 | 21 | 9  | 4  | 101 | 44  | +57  | Ascenso a Segunda División    |
| 2    | Orihuela Deportiva C. F. | 45   | 34 | 20 | 5  | 9  | 69  | 49  | +20  | Acceso a Promoción de ascenso |
| 3    | Elche C. F.              | 44   | 34 | 19 | 6  | 9  | 84  | 62  | +22  |                               |
| 4    | Hellín Deportivo         | 38   | 34 | 16 | 6  | 12 | 81  | 58  | +23  |                               |
| 5    | Alicante C. F.           | 37   | 34 | 17 | 3  | 14 | 89  | 69  | +20  |                               |
| 6    | C. F. Gandía             | 35   | 34 | 14 | 7  | 13 | 74  | 67  | +7   |                               |
| 7    | C. D. Yeclano            | 35   | 34 | 16 | 3  | 15 | 68  | 77  | −9   |                               |
| 8    | C. D. Eldense            | 34   | 34 | 14 | 6  | 14 | 54  | 53  | +1   |                               |
| 9    | U. D. Alcira             | 32   | 34 | 12 | 8  | 14 | 66  | 73  | −7   |                               |
| 10   | C. D. Lorca              | 32   | 34 | 14 | 4  | 16 | 75  | 68  | +7   |                               |
| 11   | Villena C. F.            | 32   | 34 | 15 | 2  | 17 | 61  | 71  | −10  |                               |
| 12   | Peña Deportiva Soriano   | 30   | 34 | 10 | 10 | 14 | 60  | 64  | −4   |                               |
| 13   | Albacete Balompié        | 30   | 34 | 13 | 4  | 17 | 67  | 71  | −4   |                               |
| 14   | Catarroja C. F.          | 30   | 34 | 12 | 6  | 16 | 69  | 74  | −5   |                               |
| 15   | C. D. Naval              | 30   | 34 | 11 | 8  | 15 | 63  | 75  | −12  | Descenso a Regional           |
| 16   | U. D. Cartagenera        | 29   | 34 | 12 | 5  | 17 | 68  | 78  | −10  |                               |
| 17   | C. D. Aspense            | 27   | 34 | 13 | 1  | 20 | 52  | 98  | −46  |                               |
| 18   | Novelda C. F.            | 21   | 34 | 9  | 3  | 22 | 50  | 100 | −50  |                               |

 Fuente: Fútbol Regional
Notas:
1. ↑  El equipo renunció a su plaza para la siguiente temporada

### Grupo VI
| Pos. | Equipo                     | Pts. | PJ | G  | E  | P  | GF  | GC | Dif. | Clasificación                 |
| ---- | -------------------------- | ---- | -- | -- | -- | -- | --- | -- | ---- | ----------------------------- |
| 1    | Real Betis (A)             | 57   | 36 | 25 | 7  | 4  | 81  | 28 | +53  | Ascenso a Segunda División    |
| 2    | C. D. San Fernando         | 46   | 36 | 20 | 6  | 10 | 115 | 56 | +59  | Acceso a Promoción de ascenso |
| 3    | Cádiz C. F.                | 45   | 36 | 21 | 3  | 12 | 91  | 52 | +39  |                               |
| 4    | C. D. San Álvaro           | 42   | 36 | 20 | 2  | 14 | 76  | 55 | +21  |                               |
| 5    | S. D. Ceuta                | 42   | 36 | 18 | 6  | 12 | 65  | 43 | +22  |                               |
| 6    | Atlético Almería           | 38   | 36 | 17 | 6  | 13 | 72  | 46 | +26  |                               |
| 7    | Martos C. F.               | 38   | 36 | 15 | 8  | 13 | 74  | 64 | +10  |                               |
| 8    | Algeciras C. F.            | 38   | 36 | 17 | 4  | 15 | 74  | 54 | +20  |                               |
| 9    | Recreativo Granada         | 36   | 36 | 15 | 6  | 15 | 58  | 64 | −6   |                               |
| 10   | R. C. Recreativo de Huelva | 34   | 36 | 14 | 6  | 16 | 49  | 62 | −13  |                               |
| 11   | Larache C. F.              | 33   | 36 | 15 | 3  | 18 | 65  | 87 | −22  |                               |
| 12   | C. D. Iliturgi             | 32   | 36 | 12 | 8  | 16 | 63  | 80 | −17  |                               |
| 13   | R. C. D. Córdoba           | 32   | 36 | 11 | 10 | 15 | 51  | 47 | +4   | Disuelto                      |
| 14   | C. D. Utrera               | 30   | 36 | 13 | 4  | 19 | 50  | 88 | −38  |                               |
| 15   | Atlético Malagueño         | 30   | 36 | 12 | 6  | 18 | 64  | 83 | −19  |                               |
| 16   | Español C. F. de Tetuán    | 30   | 36 | 13 | 4  | 19 | 66  | 81 | −15  |                               |
| 17   | C. D. Valdepeñas           | 29   | 36 | 14 | 1  | 21 | 45  | 86 | −41  | Descenso a Regional           |
| 18   | C. D. Sevillana (D)        | 25   | 36 | 10 | 5  | 21 | 51  | 96 | −45  |                               |
| 19   | Úbeda C. F.                | 25   | 36 | 9  | 7  | 20 | 44  | 83 | −39  |                               |

 Fuente: Fútbol Regional
Notas:
1. ↑  El equipo fue disuelto al finalizar la temporada
2. ↑  El equipo renunció a su plaza para la siguiente temporada

## Promoción de Ascenso

### Grupo I
SD Ponferradina, UD Huesca y Gerona CF se enfrentaron a los equipos de Segunda División Caudal Deportivo y CP La Felguera. Los dos primeros clasificados jugarían en Segunda División la temporada siguiente y el resto lo haría en Tercera División.
| Pos. | Equipo             | Pts. | PJ | G | E | P | GF | GC | Dif. |  | CAU | LAF | POF | HUE | GER |
| ---- | ------------------ | ---- | -- | - | - | - | -- | -- | ---- |  | --- | --- | --- | --- | --- |
| 1    | Caudal Deportivo   | 12   | 8  | 6 | 0 | 2 | 16 | 7  | +9   |  | —   | 4–1 | 1–0 | 2–0 | 3–1 |
| 2    | C. P. La Felguera  | 9    | 8  | 4 | 1 | 3 | 15 | 13 | +2   |  | 2–0 | —   | 1–1 | 6–1 | 2–1 |
| 3    | S. D. Ponferradina | 8    | 8  | 3 | 2 | 3 | 10 | 13 | −3   |  | 2–0 | 2–0 | —   | 1–1 | 3–1 |
| 4    | U. D. Huesca       | 7    | 8  | 3 | 1 | 4 | 13 | 16 | −3   |  | 0–3 | 3–1 | 4–0 | —   | 3–1 |
| 5    | Gerona C. F.       | 4    | 8  | 2 | 0 | 6 | 13 | 18 | −5   |  | 1–3 | 1–2 | 5–1 | 2–1 | —   |

 Fuente: Fútbol Regional

### Grupo II
CD Cacereño, Orihuela Deportiva CF y CD San Fernando se enfrentaron a los equipos de Segunda División Real Murcia y UD Melilla. Los dos primeros clasificados jugarían en Segunda División la temporada siguiente y el resto lo haría en Tercera División.
| Pos. | Equipo                   | Pts. | PJ | G | E | P | GF | GC | Dif. | Clasificación               |     | SFE | MUR | CAC | MEL | ORI |
| ---- | ------------------------ | ---- | -- | - | - | - | -- | -- | ---- | --------------------------- | --- | --- | --- | --- | --- | --- |
| 1    | C. D. San Fernando (A)   | 10   | 8  | 5 | 0 | 3 | 26 | 13 | +13  | Ascenso a Segunda División  |     | —   | 3–1 | 4–2 | 6–1 | 6–0 |
| 2    | Real Murcia C. F.        | 10   | 8  | 5 | 0 | 3 | 23 | 9  | +14  |                             |     | 3–2 | —   | 7–0 | 3–0 | 7–1 |
| 3    | C. D. Cacereño           | 8    | 8  | 4 | 0 | 4 | 12 | 22 | −10  |                             | 2–1 | 2–1 | —   | 2–1 | 3–1 |     |
| 4    | U. D. Melilla (D)        | 6    | 8  | 3 | 0 | 5 | 16 | 17 | −1   | Descenso a Tercera División |     | 2–4 | 1–0 | 4–1 | —   | 7–0 |
| 5    | Orihuela Deportiva C. F. | 6    | 8  | 3 | 0 | 5 | 8  | 24 | −16  |                             |     | 2–0 | 0–1 | 3–0 | 1–0 | —   |

 Fuente: Fútbol Regional